# مبلمان قابل مونتاژ
مبلمان آماده مونتاژ (RTA) که همچنین به عنوان مبلمان مجزا (KD) یا مبلمان بسته صاف شناخته شده است، یک شکل از مبلمان است که نیاز به مونتاژ مشتری دارد. اجزای مبلمان در یک کارتن است که همراه دستورالعمل مونتاژ و ابزار لازم برای خریدار که به منظور ساخت آیتم مبلمان به آن نیاز دارد.
مبلمان آماده به مونتاژ برای اولین بار در اواخر 1940s و 1950s ساخته شده است. در سال ۱۹۴۹، طراح سوئدی Folke Ohlsson موفق به ثبت آن شد.